# Higiena osobista

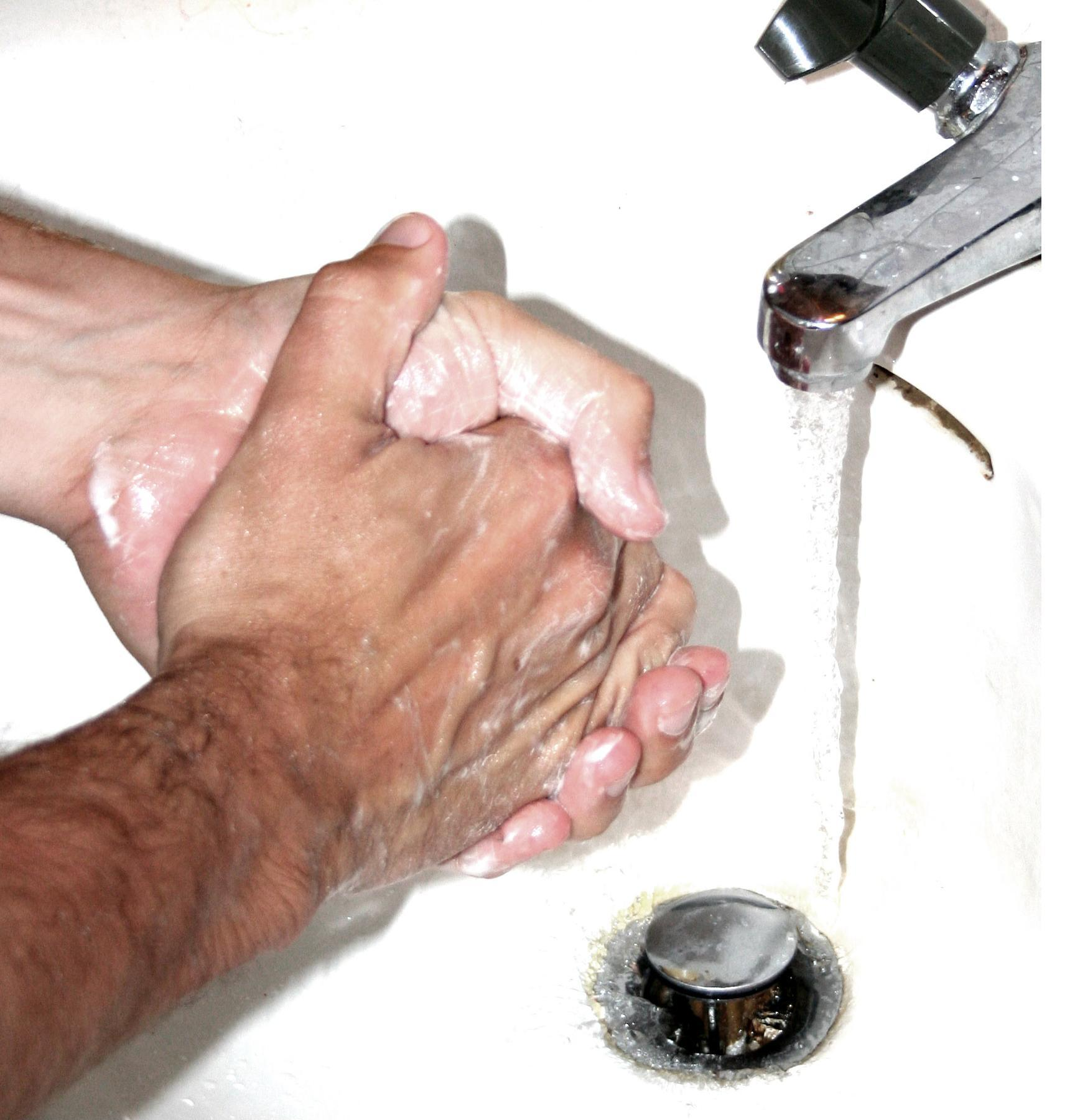
Częste mycie rąk, stanowiące jedną z form higieny osobistej, jest także jedną z najbardziej efektywnych metod ograniczenia rozprzestrzeniania się chorób zakaźnych.

Higiena osobista – jedna z dziedzin higieny; czynności najczęściej kojarzone z regularnym myciem ciała z użyciem mydła i detergentów, regularną zmianą i praniem odzieży oraz bezpośrednim unikaniem zabrudzenia.
Niektóre ze skutków zdrowotnych zaniedbań higieny osobistej:
- wszawica
- świerzb
- grzybice
- ropne zakażenia skóry
- próchnica zębów
- żółtaczka zakaźna typu A
- salmonellozy i inne zakaźne choroby przewodu pokarmowego
- tasiemczyce i inne infestacje pasożytnicze